# Lijst van slachtoffers omgekomen tijdens de Holocaust
Dit is een alfabetische lijst van slachtoffers omgekomen tijdens de Holocaust met een artikel op de Nederlandstalige Wikipedia.

## B
- Herbert Baum (1912-1942), Duits verzetsstrijder
- Daniël Belinfante (1893-1945), Nederlands componist
- Simon de la Bella (1889-1942), Nederlands politicus en vakbondsbestuurder
- Olga Benário Prestes (1908-1942), Duits-Braziliaans communistisch militant
- Carry van Biema (1881-1942), Duits kunstenares, docent en auteur
- Siegfried Blaauw (1889-1942), Nederlands muziekpedagoog en pianist
- Rudi Bloemgarten (1920-1943), Nederlands verzetsstrijder
- Rudolf Breslauer (1903-1945), Duits fotograaf

## C
- Barend Chapon (1884-1943), Makelaar en voorzitter van diverse Joodse organisaties
- Fré Cohen (1903-1943), Nederlands grafica
- Willy Cohn (1888-1941), Duits historicus en leraar
- Gustav Czopp (1909-1944), Nederlands journalist en acteur

## D
- Simon Dasberg (1902-1945), Nederlands opperrabbijn
- Bernard Davids (1895-1945), Nederlands opperrabbijn
- Robert Desnos (1900-1945), Frans dichter en schrijver

## E
- Joop Eijl (1896-1941), Nederlands verzetsstrijder
- Harry Elte (1880-1944), Nederlands architect

## F
- Alfred Flatow (1869-1942), Duits turner
- Gustav Flatow (1875-1945), Duits turner
- Anne Frank (1929-1945), Duits Dagboekschrijfster
- Margot Frank (1926-1945), zus van Anne Frank
- Łucja Frey (1889-1942), Pools neuroloog

## G
- Leone Ginzburg (1909-1944), Italiaans auteur, journalist, leerkracht
- Michel Gobets (1905-1945), Nederlandse zanger
- Samuel Henriquez de Granada (1873-1944), Surinaams politicus
- Charles Grelinger (1873-1942), Frans componist en pianist van Nederlands komaf
- Herschel Grynszpan (1921-1942), Pool wiens moordactie als excuus gebruikt werd voor de start van de Jodenvervolging

## H
- Bob Hanf (1894-1944), Nederlands kunstenaar
- Paul Hermann (componist) (1902-1944), Hongaars componist en cellist
- Rudolf Hilferding (1877-1941), Oostenrijks-Duits politicus
- Etty Hillesum (1914-1943), Nederlands dagboekschrijfster
- Mischa Hillesum (1920-1943), Nederlands pianist en componist
- Han Hollander (1886-1943), Nederlands radio-sportverslaggever
- Isidoor Huijkman (1909-1944), Nederlands verzetsstrijder

## J
- Mirjam Jacobson (1887-1945), Nederlands kunstenaar
- Johnny (1918-1945) & Jones (1916-1945), Amsterdams jazzduo

## K
- Leo Kok (1923-1945), Nederlands tekenaar
- David Koker (1921-1945), Nederlands dichter en vertaler
- Janusz Korczak (1878-1942), Poolse kinderarts, pedagoog en kinderboekenschrijver
- Eva Kotchever (1891-1943), Poolse schrijfster
- Ernst Krankemann (1895-1941), Duits Kapo

## L
- Lon Landau (1910-1945), Belgisch schilder, regisseur, decorontwerper
- Salo Landau (1903-1944), Nederlands schaker
- Paul-Ludwig Landsberg (1901-1944), Duits filosoof
- Abraham Salomon Levisson (1902-1945), Nederlands opperrabbijn
- Truus van Lier (1921-1943), Nederlands verzetsstrijder
- David Lopes Dias (1884-1942), Nederlands politicus en verzetsstrijder

## M
- George Maduro (1916-1945), Nederlands verzetsman
- Maup Mendels (1868-1944), Nederlands politicus, journalist en advocaat
- Henri Silvain Nicolaas Menko (1895-1942), Nederlands verzetsman
- Jean Mesritz (1918-1945), Nederlands verzetsman
- Hélène Metzger (1889-1944), Frans wetenschapshistoricus
- Selma Meyer (1890-1941), Nederlands pacifiste en verzetsstrijdster
- Monne de Miranda (1875-1942), Nederlands politicus
- Herta Mohr (1914-1945), Oostenrijks egyptologe

## P
- Peter van Pels (1926-1945), onderduiker in Het Achterhuis
- Auguste van Pels (1900-1945), onderduiker in Het Achterhuis
- Fritz Pfeffer (1889-1944), Duits tandarts
- Leo Polak (1880-1941), Nederlands filosoof
- J.D. Poll (1889-1945), Nederlands verzetsstrijder
- Pam Pooters, Nederlands verzetsstrijder
- Hendrik Prins, Nederlands-Duits violist
- Reina Prinsen Geerligs (1922-1943), Nederlands schrijfster en verzetsstrijder

## R
- Jacob Levie de Reeder (1905-1944), Nederlands pianist
- Isaäc Roet (1891-1944), Nederlands accountant, adviseur en uitvinder

## S
- Salomon Meijer Kannewasser (1916-1945), Nederlands jazzzanger
- Maurits Samehtini (1863-1943), Nederlands hoornist, componist, dirigent
- Peter Schiff (1926-1945), zomerliefde van Anne Frank.
- Joseph Schmidt (1904-1942), Oostenrijks-Roemeens tenorzanger en filmacteur
- Erwin Schulhoff (1894-1942), Tsjechisch componist en pianist
- Bruno Schulz (1892-1942), Pools schrijver, schilder en graficus
- Maria Skobtsova (1891-1945), Russisch dichteres
- Wilhelm Spiegel (1876-1933), Duits politicus
- Walter Süskind (1906-1945), Nederlands-Duits persoon die Joodse kinderen hielp ontsnappen
- Hannah Szenes (1921-1944), Hongaars parachutiste, dichteres en toneelschrijfster

## T
- Fernand Tonnet (1894-1945), oprichter en voorzitter van christelijke organisaties
- Siegfried Translateur (1875-1944), Duits componist
- Isaäc Troostwijk (1880-1942), Nederlandse verzetsstrijder

## V
- Joseph Maurits van Veen (1874-1943), Nederlands violist
- Michel Velleman ook bekend als Ben Ali Libi, Nederlandse goochelaar en illusionist
- Simon Vieyra (1902-1945), Nederlands architect
- Simon de Vries (1870-1944), Nederlands rabbijn en hebraïcus

## W
- Julius Wolff (1882-1945), Nederlands wiskundige, leraar en hoogleraar